# سایمون فاکس (بازیکن فوتبال)
سایمون فاکس (انگلیسی: Simon Fox؛ زادهٔ ۲۸ اوت ۱۹۷۷) بازیکن فوتبال اهل بریتانیا است.
از باشگاه‌هایی که در آن بازی کرده‌است می‌توان به باشگاه فوتبال برایتون اند هوو آلبیون اشاره کرد.